# Synanthedon duporti
Synanthedon duporti is een vlinder uit de familie van de wespvlinders (Sesiidae). De wetenschappelijke naam van de soort is voor het eerst geldig gepubliceerd in 1927 door Le Cerf.